# San Leandro (BART)
San Leandro is een metrostation in de Amerikaanse stad San Leandro (Californië). Het station werd geopend op 11 september 1972 als onderdeel van de Richmond-Fremont Line van BART.